# 建阳专区
建阳专区（1949年－1950年曾称第一专区、建瓯专区），中华人民共和国福建省已撤销的行政区，在今福建省北部。1949年置第一专区，专署驻建瓯县（今建瓯市）。辖建瓯、浦城、邵武、建阳、崇安、松溪、政和、光泽、水吉9县。
1951年，第一专区改称建瓯专区；同年迁驻建阳县（今南平市建阳区），并改名建阳专区。
1956年，撤销建阳专区，所辖9县划归南平专区。